# Jüdisches Kriegerdenkmal (Wien)

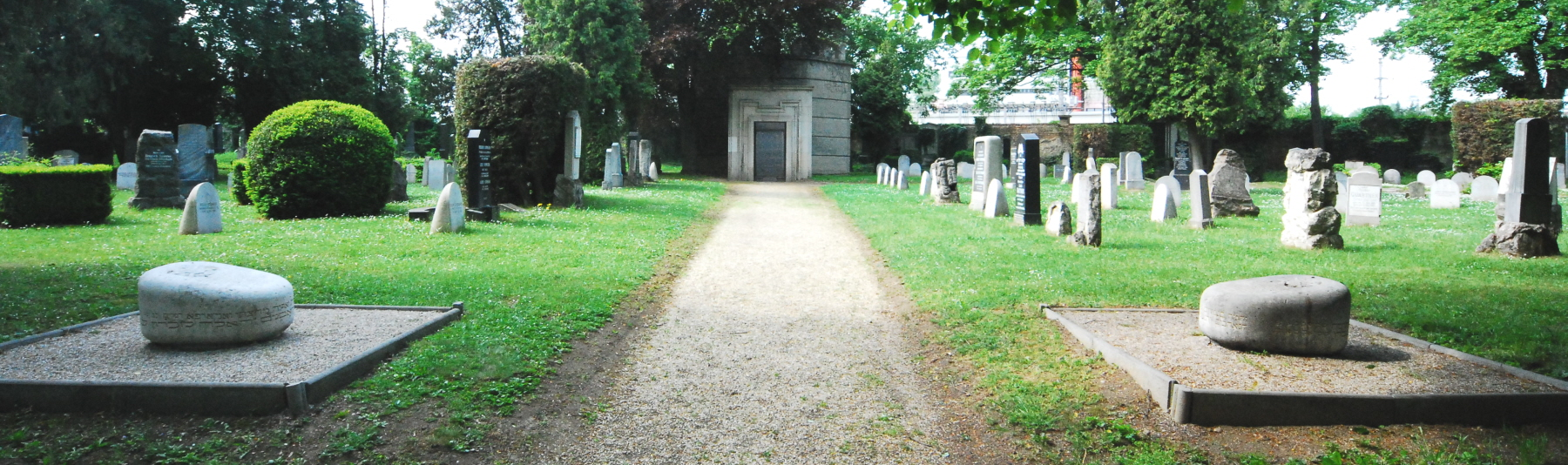
Jüdische Soldatengräber mit dem jüdischen Heldendenkmal

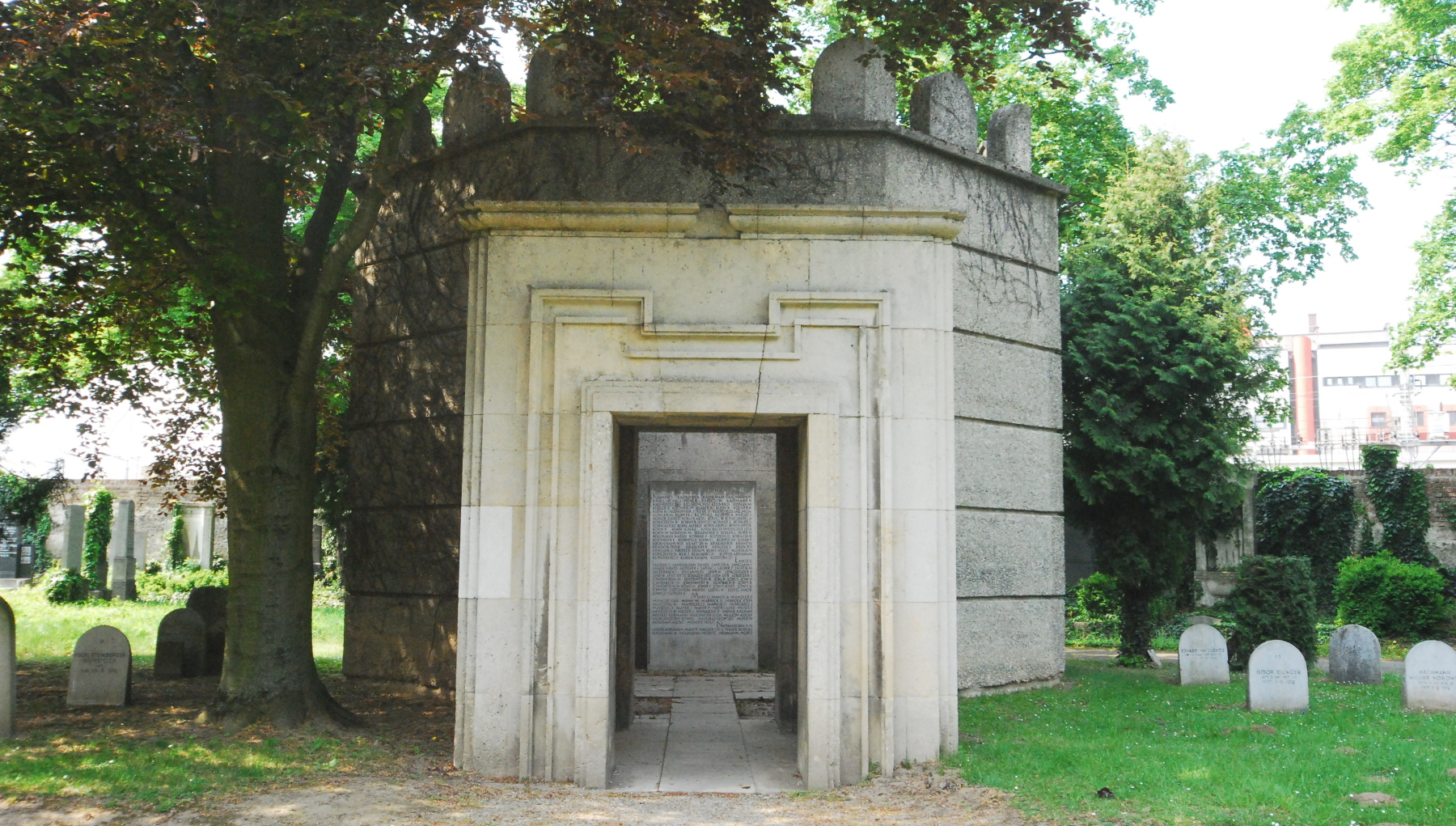
Jüdisches Heldendenkmal

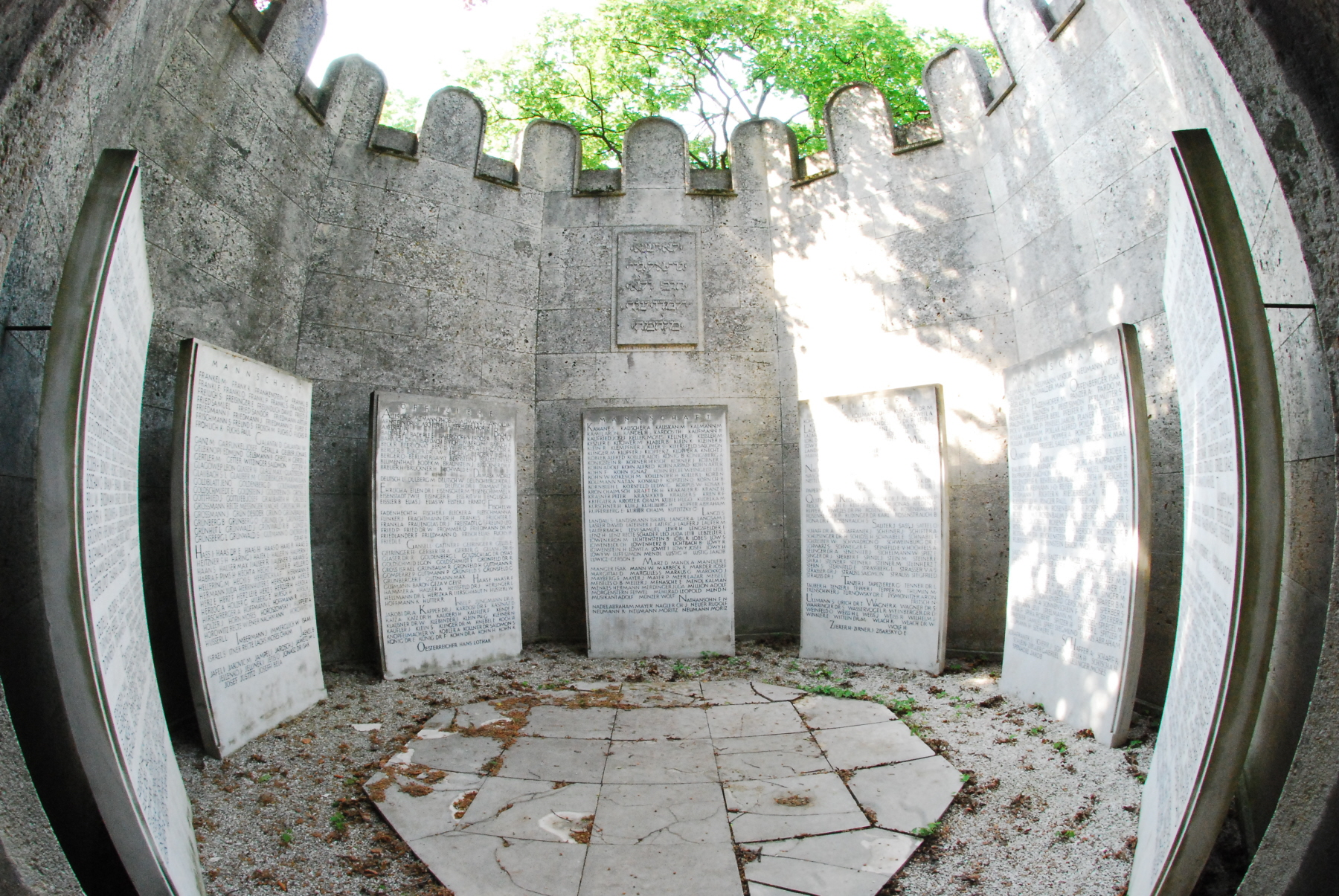
Jüdisches Heldendenkmal – Innenansicht

Das jüdische Kriegerdenkmal ist das zentrale Bauwerk der jüdischen Kriegsgräberanlage auf dem Wiener Zentralfriedhof im 11. Wiener Gemeindebezirk Simmering.

## Geschichte
Die Errichtung eines Kriegerdenkmals speziell für die aus Wien stammenden gefallenen jüdischen Soldaten wurde von der Israelitischen Kultusgemeinde Wien bereits 1919 geplant. Als Standort wurde auf dem Zentralfriedhof die neu angelegte Gruppe für gefallene Soldaten in der israelitischen Abteilung vorgesehen.
Die Planungen für die Errichtung eines derartigen Denkmals wurden unterbrochen durch das Angebot, das nicht fertiggestellte Erzherzog-Rainer-Denkmal zu erwerben. Da dieses durch seine Größe nicht in das Gesamtkonzept der Kriegsgräberanlage passte, wurde dieses Angebot im November 1919 abgelehnt.
Im August 1926 wurden die Unterlagen für den Wettbewerb über die gärtnerische und architektonische Gestaltung der Anlage an in Wien ansässige jüdische Architekten ausgeschickt. Nach zwei Sitzungen des zuständigen Komitees unter der Leitung von Clemens Holzmeister wurde am 8. November des gleichen Jahres Leopold Ponzen zum Sieger erklärt und mit der Ausarbeitung der notwendigen Detailpläne betraut.
Ab dem 8. Juli 1927 wurde die jüdische Bevölkerung von Wien über Zeitungsinserate aufgerufen, der Kultusgemeinde Namen und Daten im Weltkrieg gefallener Angehöriger bekanntzugeben, um diese auf dem Kriegerdenkmal veröffentlichen zu können. Der zahlreichen Antworten wegen wurden die Namen der in Wien beigesetzten Soldaten auf dem Kriegerdenkmal veröffentlicht, während die der übrigen Gefallenen auf in der Zeremonienhalle angebrachten Votivtafeln aus Marmor verewigt wurden. Das Denkmal selbst wurde zwischen September 1927 und 1928 von Baumeister Max Liewer nach den Plänen von Leopold Ponzen errichtet.
Die Einweihungsfeier des jüdischen Kriegerdenkmals auf dem Wiener Zentralfriedhof fand am 13. Oktober 1929 in Anwesenheit von Bundeskanzler Johann Schober und Stadtkommandant Generalmajor Otto Wiesinger sowie des Präsidenten der Israelitische Kultusgemeinde Wien Alois Pick statt.
Zwischen 1932 und 1937 veranstaltete der „Bund Jüdischer Frontsoldaten Österreichs“ unter Beteiligung einer Ehrenformation des österreichischen Bundesheers alljährlich eine gut besuchte Gedenkfeier. Für das Jahr 1934 werden etwa 30.000 Besucher genannt.
Während der so genannten Reichskristallnacht im November 1938 wurde die Zeremonienhalle schwer beschädigt und 1977 abgetragen. Über den Verbleib der vom Steinmetzmeister Sonnenschein, der auch an der Schaffung einer Begräbnisanlage für 16 auf dem Zentralfriedhof beigesetzte russische Kriegsgefangene jüdischen Glaubens beteiligt war, geschaffenen Gedenktafeln ist nichts bekannt.
Das eigentliche jüdische Kriegerdenkmal und die Kriegsgräberanlage wurden von den Nationalsozialisten verschont und blieben unverändert bis in die Gegenwart erhalten. Sie werden vom Österreichischen Schwarzen Kreuz betreut. Zu Allerseelen findet eine vom Militärkommando Wien abgehaltene Kranzniederlegung statt.

## Beschreibung
Das jüdische Kriegerdenkmal auf dem Wiener Zentralfriedhof steht am Rand des halbkreisförmigen Gräberfelds  und besitzt die Form eines achteckigen, zinnenbekrönten Wehrturms. Den Eingang in das nach oben offene Innere bildet ein Vorbau. An dessen Decke steht die Inschrift „Die israelitische Kultusgemeinde Wien ihren im Weltkrieg 1914–18 gefallenen Söhnen“. Durch ein zweites Portal gelangt man in das Innere des offenen Oktogons, an dessen sieben freien Wandflächen sich freistehende Tafeln aus Laaser Marmor mit den Namen der Gefallenen befinden. An der Mauer gegenüber dem Eingang befindet sich eine zusätzliche Tafel mit der hebräischen Inschrift, die in Deutsch lautet: „Nicht mehr wird Volk gegen Volk das Schwert erheben, und sie werden den Krieg nicht mehr lernen.“ (Jesaja, 2,4). An den beiden Seitenwänden des Eingangs befinden sich zwei Gedenktafeln aus dem Jahr 1999.